# Chénelette
Chénelette település Franciaországban, Rhône megyében. Lakosainak száma 365 fő (2022. január 1.). Chénelette Vernay, Poule-les-Écharmeaux, Propières, Saint-Didier-sur-Beaujeu és Les Ardillats községekkel határos.

## Népesség
A település népességének változása:
| Lakosok száma | 322  | 331  | 333  | 321  | 332  | 343  | 354  | 361  | 365  |
|               | 2013 | 2015 | 2016 | 2017 | 2018 | 2019 | 2020 | 2021 | 2022 |